# والدورف (راینلاند-فالتس)
والدورف (به آلمانی: Waldorf) یک شهر در آلمان است که در اهرویلر واقع شده‌است. والدورف ۸۹۷ نفر جمعیت دارد.